# Ramerupt
 Ramerupt  es una población y comuna francesa, en la región de Gran Este, departamento de Aube, en el distrito de Troyes y cantón de Ramerupt.

## Demografía
| 368 | 370 | 329 | 362 | 347 | 357 |
| Para los censos de 1962 a 1999 la población legal corresponde a la población sin duplicidades (Fuente: INSEE [Consultar]) |     |     |     |     |     |